# الحدبه الدا خلية (العدين)

تعديل مصدري - تعديل

الحدبه الدا خلية محلة تابعة لقرية المراكب، التابعة لعزلة خباز بمديرية العدين إحدى مديريات محافظة إب في الجمهورية اليمنية.، بلغ تعداد سكانها 272 حسب تعداد اليمن لعام 2004.